# Floresta Vermelha
A Floresta Vermelha (em ucraniano:  Рудий ліс, em russo:  Рыжий лес), anteriormente chamada de Worm Wood Forest, refere-se às árvores num raio de 10 km em torno da central nuclear de Chernobil. 
Durante as operações de limpeza pós-catástrofe, a floresta foi demolida e enterrada em um cemitério de resíduos. A região em que a Floresta Vermelha ocupava é considerada como uma das áreas mais contaminadas do mundo.

## Etimologia
O nome Floresta Vermelha vem da cor avermelhada dos pinheiros que morreram após a absorção de elevados níveis de radiação do acidente nuclear de Chernobil em 26 de abril de 1986.

## Galeria

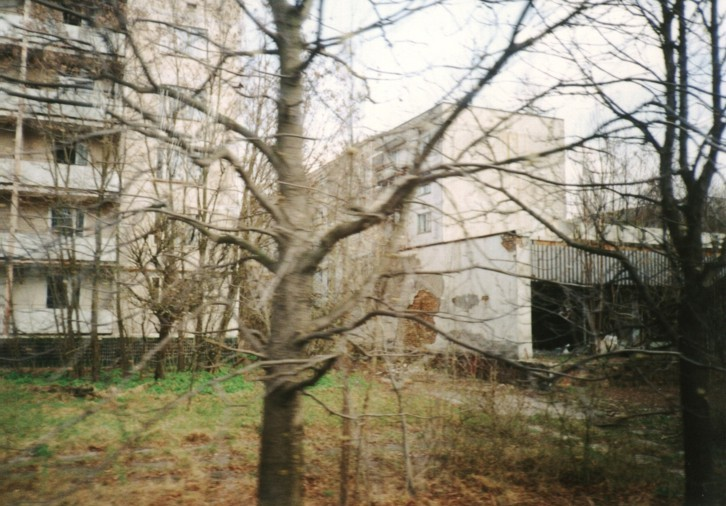
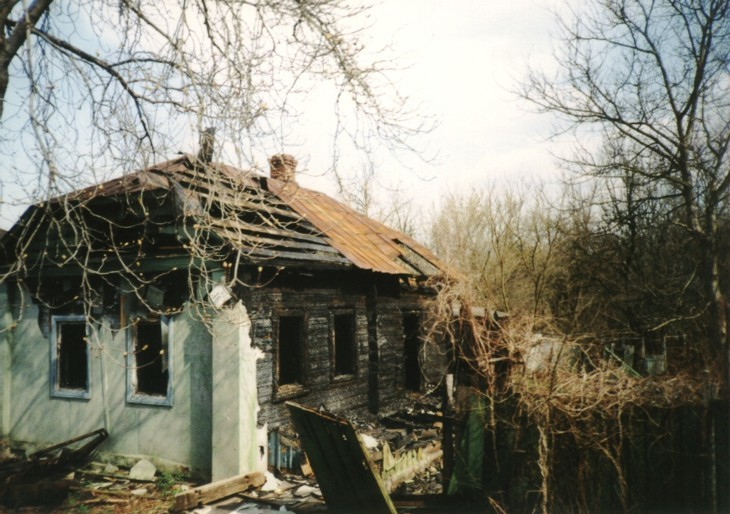